# إيفان بينياراندا
إيفان بينياراندا (بالإسبانية: Iván Peñaranda) هو لاعب كرة قدم إسباني في مركز الهجوم، ولد في 6 مارس 1981 في سانتا يولاليا دي رونصانا في إسبانيا. لعب مع إيه سي ميلان وريال سبورتينغ خيخون وسبورتنغ ماهونيس ونادي باتشوكا ونادي ديبورتيفو طليطلة ونادي ساباديل ونادي سانتا كلارا ونادي غرناطة ونادي ماتارو ونادي نيفتشي باكو.

## وصلات خارجية
- إيفان بينياراندا على موقع قاعدة بيانات كرة القدم.إي يو (الإنجليزية)